# 어바웃 체리
《어바웃 체리》(영어: About Cherry)는 2012년 공개된 미국의 드라마 영화이다.

## 출연

### 주연
- 애슐리 힌쇼
- 제임스 프랭코
- 헤더 그레이엄
- 데브 파텔

### 조연
- 릴리 테일러
- 다이앤 파
- 조니 웨스턴
- 센시 펄
- 메건 분
- 엘라나 크라우즈
- 로렐라이 리
- 프린세스 도나
- 어니스트 웨델
- 넬슨 리
- 메건 분
- 조던 케슬러
- 멜리사 탄
- 에이미 허카베이
- 패트릭 알파론
- 베로니카 발렌시아
- 니나 레티

## 제작진 정보
- 미술: 마이클 그래슬리
- 분장, 헤어: 미리암 아루게티
- 배역: 도미니카 포세렌